# Liparo
Nella mitologia greca, Liparo (in greco antico: Λίπαρος?, Líparos) è l'eroe eponimo dell'isola di Lipari, di cui fu colonizzatore e primo re.

## Il mito
Liparo era figlio del re Ausone (a sua volta figlio di Ulisse), sovrano di un regno italico, mentre non è noto il nome della madre. Costretto dai fratelli a lasciare il regno del padre, Liparo raggiunse insieme a un gruppo di guerrieri le isole Eolie. Sulla maggiore delle isole, che da lui prese il nome di Lipari, fondò una fiorente colonia, mentre le altre isole vennero usate per l'agricoltura.
Un giorno arrivò a Lipari, insieme a un gruppo di seguaci, Eolo, che fece amicizia con Liparo al punto che essi si fecero uno scambio vantaggioso per entrambi: Liparo cedette ad Eolo il dominio sull'isola, insieme alla mano della figlia Ciane e in cambio Eolo si prodigò per permettere a Liparo di tornare nel continente (di cui aveva nostalgia), impadronendosi di una zona vicina a Sorrento. Qui Liparo divenne re di una popolazione locale e alla sua morte venne celebrato come un eroe.